# Betty Nansen Teatret
Betty Nansen Teatret er et dansk teater beliggende på Frederiksberg Allé 57 på Frederiksberg.

## Historie
Oprindelig stod på adressen en træbygning, som fra 1857 var traktørsted med musikunderholdning, der kunne nydes inde eller ude efter behag. Der har været teater på stedet siden 1869 under forskellige navne. I 1888 blev bygningen udskiftet med en grundmuret bygning. Underholdningen var dengang i den lettere genre: revy, lystspil, operette og folkekomedie til 1917, hvor den nye direktør, Betty Nansen, erstattede det med et mere seriøst repertoire med moderne nordisk drama. Fru Nansen var leder af teatret fra 1917-1943 (undtagen 1925-1927 og 1930-1931). Hun satte sit præg på teaterlivet i Danmark.
Fra 1964 til 1976 blev teatret drevet af Ungdommens Teater. Fra 1980 til 1992 blev det ledet af Morten Grunwald. Det var Morten Grunwald, der kaldte teatret Betty Nansen Teatret igen, selv om Betty Nansen ikke ønskede, at det skulle bære hendes navn efter hendes død.
I 1992 kom ledelsen til at bestå af Peter Langdal og Henrik Hartmann. De sluttede efter 23 år med sæson 2014/15.
Betty Nansen Teatrets bestyrelse udpegede derefter filmproducent Vibeke Windeløv og teaterinstruktør Stefan Larsson som ny direktion. Stefan Larsson forlod posten i januar 2016, mens Vibeke Windeløv fratrådte 30. juni 2018.
Den 1. juli 2018 tiltrådte Elisa Kragerup som teaterdirektør og Eva Præstiin som direktør.
Betty Nansen Teatret er en del af Det Københavnske Teatersamarbejde.

## Edison
Edison er Betty Nansen Teatrets anneksscene og et slags teaterlaboratorium som blev udtænkt af Betty Nansen Teatrets tidligere chef-duo, Peter Langdal og Henrik Hartmann.
Det skulle være et virkeligheds- og nutidsteater, der hurtigt kunne omsætte gode ideer til forestillinger. Et nedlagt elektricitetsværk på Frederiksberg på hjørnet af Hortensiavej og Edisonvej virkede som en god ramme.

## Tidligere navne
- 1857-1869: Odéon – traktørsted med musikunderholdning
- 1869-1904: Frederiksberg Morskabsteater
- 1904-1914: Frederiksberg Teater
- 1914-1917: Alexandra Teatret
- 1917-1943: Betty Nansen Teatret
- 1944-1964: Allé Scenen
- 1963-1975: Ungdommens Teater
- 1975-1980: Allé Scenen
- 1980- : Betty Nansen Teatret